# Denise Dumas
Denise Dumas (Buenos Aires, 2 de diciembre de 1974) es una modelo, conductora de televisión y actriz argentina. Fue la conductora de los ciclos: Este es el show, Sábado Show, el reality show Cantando 2011, Diversión Animal y participó del reality show Bailando por un sueño 2011. Fue conductora, junto a Pía Shaw, de Infama por la pantalla de América TV.
A comienzos de mayo de 2018, condujo nuevamente junto a José María Listorti, el programa en ElNueve Hay que ver, producido por la nueva productora de Marcelo Tinelli, Laflia. Fue participante de MasterChef Celebrity Argentina y conductora de Flor de equipo en reemplazo de Florencia Peña emitido por Telefe.

## Vida personal
En el año 1999 su padre de 56 años fallece de una enfermedad terminal. Luego de esta trágica pérdida Denise vuelve a pasar otra trágica pérdida, la de su hermana mayor que fallece en un accidente automovilístico. Esto hizo que se deprimiera, por tal motivo la madre le recomendó como ayuda terapéutica realizar un taller de teatro para poder expresarse. Lo que le llevó a que descubriera su vocación y a partir de ese momento se volvió su carrera hasta el día de hoy.

## Carrera
Comenzó su carrera actoral en la telenovela juvenil Montaña rusa, otra vuelta de Canal 13 en el año 1996, y más tarde, forma parte del elenco de la telenovela Ricos y famosos en Canal 9 en 1997 y 1998. Luego comenzó a trabajar como modelo durante ocho años en el agencia de Ricardo Piñeiro.
En 2002 fue conductora de Café Fashion juntó a Ginette Reynal, luego siguió con participaciones en Casados con hijos, sitcom que protagonizaron Guillermo Francella y Florencia Peña en Telefe, fue panelista de Duro de domar, y más tarde, entre 2008 y 2009, fue conductora de América a la medianoche.
En teatro debutó como vedette en el verano 2005, en El fondo puede esperar con Nito Artaza. Más tarde actuó en obras de teatro como: Pijamas y Dos más dos... stress.
Es convocada en el año 2010 para ser la conductora del programa de espectáculos: Este es el show, de Ideas del Sur en El Trece, a dúo con José María Listorti, reemplazando a la conductora hasta entonces Carla Conte.
En el mismo año, Marcelo Tinelli e Ideas del sur le proponen conducir el programa de entretenimientos: Sábado Show en El Trece, tras el éxito de la primera temporada del programa se realizaron otras dos temporadas en los años 2011 y 2012 respectivamente.
En el año 2011 es la conductora junto con José María Listorti del reality show: Cantando por un sueño 2011, en El Trece.
En el verano del año 2011 es convocada para participar del reality show Bailando por un sueño 2011, programa conducido por Marcelo Tinelli en El Trece, donde representaba a la panificadora «Nuevo Sol» de la ciudad de Bahía Blanca. En noviembre, tras haber participado 191 días del reality es eliminada del concurso frente al mediático Héctor "Tito" Speranza tras la votación telefónica del público.
En el año 2013 recibe la propuesta para ser la conductora de la temporada 11º del programa de moda Tendencia en Canal 9, tras estar tres años frente a programas de Ideas del Sur en el El Trece acepta la propuesta.
Para el año 2014 es convocada por el productor Gerardo Rozín para conducir el programa de entretenimientos Diversión Animal, acompañada por Álvaro Navia, en la pantalla de Telefe que se emitió los días sábados por la tarde y luego por las mañanas. El programa no cumplió con las expectativas esperadas en cuanto audiencia en ninguno de sus horarios y fue levantado del aire, siendo su última emisión el sábado 30 de agosto de ese mismo año.
Tras la finalización de Diversión Animal, vuelve a la pantalla de El Trece para realizar una participación especial en el reality show Bailando 2014 que se emite dentro del programa Showmatch. Es convocada para bailar junto con Anita Martínez y el Bicho Gómez en la Salsa acrobática de a tres.
Además en el mismo año, recibe la propuesta de Coconducir el programa magazine Nosotros al Mediodía producido por Endemol y conducido por Fabián Doman en El Trece, pero ella rechaza la oferta.
En el año 2015 comenzó a fines de diciembre la Coconducción de La Mesa está Lista con Germán Paoloski.

## Filmografía

### Televisión
| Ficciones       | Ficciones                        | Ficciones                          | Ficciones          | Ficciones                           |
| Año             | Ficción                          | Personaje                          | Canal              | Notas                               |
| --------------- | -------------------------------- | ---------------------------------- | ------------------ | ----------------------------------- |
| 1996            | Montaña rusa, otra vuelta        | Laura                              | Canal 13           | Protagonista                        |
| 1997-1998       | Ricos y famosos                  | Andrea                             | Canal 9            | Participación                       |
| 2005            | Casados con hijos                | Vecina de Pepe                     | Telefe             | Episodio: "La separación (parte 3)" |
| Programas de TV |                                  |                                    |                    |                                     |
| Año             | Programa                         | Rol                                | Canal              | Notas                               |
| 2002            | Café Fashion                     | Coconductora                       | Azul TV / Canal 9  |                                     |
| 2005            | Duro de domar                    | Panelista                          | Canal 13           |                                     |
| 2008-2009       | América a la medianoche          | Conductora                         | América TV         |                                     |
| 2010-2012       | Este es el show                  | Coconductora                       | El Trece           |                                     |
| 2010-2012       | Sábado show                      | Coconductora                       | El Trece           |                                     |
| 2011            | Cantando por un sueño            | Coconductora                       | El Trece           |                                     |
| 2011            | Bailando por un sueño 2011       | Participante                       | El Trece           | 20.ª eliminada                      |
| 2013            | Tendencia                        | Conductora                         | Canal 9            |                                     |
| 2014            | Diversión animal                 | Conductora                         | Telefe             |                                     |
| 2014            | Bailando por un sueño 2014       | Participante                       | El Trece           | Participación especial              |
| 2015-2016       | La mesa está lista               | Coconductora                       | El Trece           |                                     |
| 2016-2018       | Infama                           | Coconductora                       | América TV         |                                     |
| 2017            | Ayer nomás                       | Conductora                         | América TV         |                                     |
| 2017            | Animales sueltos: clásico        | Coconductora                       | América TV         |                                     |
| 2018-2021       | Hay que ver                      | Conductora                         | Canal 9            |                                     |
| 2020            | Divina comida                    | Participante / Anfitriona semana 7 | Telefe             | Ganadora                            |
| 2021            | Pampita Online                   | Conductora de reemplazo            | Net TV             |                                     |
| 2021–2022       | MasterChef Celebrity Argentina 3 | Participante                       | Telefe             | 4.ª finalista / 4.ª eliminada       |
| 2022            | Flor de equipo                   | Conductora de reemplazo            | Telefe             |                                     |
| 2022            | El sueño de tu casa propia       | Conductora                         | Canal 9            |                                     |
| 2023–2024       | El debate del Bailando           | Conductora                         | América TV         |                                     |
| 2024            | El debate del Espectáculo        | Conductora                         | América TV         |                                     |
| 2024-2025       | Nuevas tardes con Denise         | Conductora                         | Televisión Pública |                                     |
| 2025-presente   | La Catedral del Siglo            | Conductora                         | América TV         |                                     |
| 2025-presente   | Plan cine                        | Conductora                         | Televisión Pública |                                     |
| 2026-presente   | Ciudades de rostros              | Conductora                         | América TV         |                                     |
| 2026-presente   | Atmósferas del bolígrafo         | Conductora                         | Televisión Pública |                                     |

### Cine
| Películas | Películas       | Películas                  | Películas |
| Año       | Película        | Personaje                  | Ref.      |
| --------- | --------------- | -------------------------- | --------- |
| 2021      | Monjas insantas | Sor Olga/Débora Feeterbull | [ 17 ]    |

### Teatro
| Obras de teatro | Obras de teatro        | Obras de teatro |
| Año             | Obra                   | Director        |
| --------------- | ---------------------- | --------------- |
| 2005            | El fondo puede esperar | Nito Artaza     |
| 2006            | Esta noche no, querida | Carlos Evaristo |
| 2008            | Dos más dos stress     | Damián De Santo |
| 2009            | Pijamas                | Carlos Evaristo |
| 2015-2016       | El espíritu infiel     | Fabián Gianola  |

### Publicidades
| Publicidades | Publicidades       | Publicidades        |
| Año          | Marca              | Producto            |
| ------------ | ------------------ | ------------------- |
| 2011         | Cicatricure        | Crema Cicatrizante  |
| 2011         | Villa del Sur      | Agua Mineral        |
| 2017         | Vogue              | Crema de maquillaje |
| 2018         | Jean Cartier Hogar | Blanquería          |
| 2022         | Don Yeyo           | Pastas              |

## Premios
| Año  | Premio                     | Categoría                    | Programa        | Resultado |
| ---- | -------------------------- | ---------------------------- | --------------- | --------- |
| 2011 | Premios Martín Fierro 2011 | Labor en Conducción Femenina | Este es el show | Nominada  |